# Licantén
Licantén (in mapudungun: luogo della pietra incantata) è un comune del Cile centrale, che si trova nella Provincia di Curicó e Regione del Maule. La superficie del comune è di 273 km² e la sua popolazione è di 7 288 abitanti.